# 夏爾降坡公路
18°25′34″N 42°27′19″E / 18.42611°N 42.45528°E
夏爾降坡公路，是沙烏地阿拉伯王國境內連絡阿布哈至馬哈伊的一條公路。夏爾降坡道路由中華民國榮民工程事業管理處承建，1977年11月開工，1983年7月完工 。
夏爾降坡公路以阿拉伯高原西緣的夏爾為起點蜿蜒而下，沿著德雅谷地（阿拉伯语：وادي تيه）、穿越險峻的薩爾瓦特斷崖、阿加巴特灰夏爾自然保留區，至低平的提哈邁平原，海拔由2,000公尺降至300公尺，高低差1,700公尺 。公路的建造過程被拍攝為紀錄片《夏爾降坡公路》，獲第20屆金馬獎最佳紀錄片獎。同時期興建的吉達港也由榮民工程事業管理處施工承建。沙烏地阿拉伯王國交通部也為此發行一本著作，意為「夏爾降坡公路：帶給沙烏地阿拉伯人民之福的一大進步」。
榮工處攝影組由組長吳紹同帶領的工作小組，完成了當時榮工處在世界各國工程承接工程時的紀錄與報導，《沙烏地夏爾降坡道路工程》只是其中的一部影片，該部影片描述榮工處在非常乾旱塵土飛揚碎石艱苦的情況下，在峭壁懸崖間開出一條世界級的快速道路，電影中採用了許多的空拍鏡頭。
這部電影由當時從美國電影學院(AFI)回國的程予誠完成編輯，這部電影採用特別的戲劇錄音的音樂方式，跳脫了傳統的簡報工程音樂的做法，使許多人在看電影後留下深刻的印象，這部電影也成為當時外交部在接待外賓時參訪榮工處時非常重要的一步成果影片，每一個看過的人都能夠認同榮工處的能力以及中華民國的對外工作，當時也因此我國與沙烏地阿拉伯維持一個非常良好的外交關係，也都是由處長嚴孝章的代表在當地的使館人員努力下完成。
編導程予誠用當時最新的電影剪接與編輯觀念，以美國電影學院戲劇處理的方式，在剪接技巧及配樂方面用了非常長的時間去處理觀眾的情緒，這部電影也因此獲得非常好的觀賞效果，一直成為榮工處當時最受歡迎的外賓觀賞影片。
另外，在當地的影片上有《沙烏地國家公園》，及後來的其他國家的《新加坡捷運》和泰國的《泰王山地計畫》。